# Deuterollyta
Deuterollyta is een geslacht van vlinders van de familie snuitmotten (Pyralidae), uit de onderfamilie Epipaschiinae.

## Soorten
- D. abachuma Schaus, 1922
- D. acheola Schaus, 1925
- D. agathoa Schaus, 1922
- D. aidana Schaus, 1922
- D. albiferalis Hampson, 1916
- D. albimedialis Hampson, 1916
- D. amazonalis Schaus, 1925
- D. anacita Schaus, 1925
- D. anastasia Schaus, 1922
- D. andeola Schaus, 1925
- D. ansberti Schaus, 1922
- D. athanasia Schaus, 1925
- D. basilata Schaus, 1912
- D. byroxantha Meyrick, 1936
- D. cacalis Felder & Rogenhofer, 1875
- D. cantianilla Schaus, 1925
- D. claudalis Möschler
- D. cononalis Schaus, 1922
- D. conrana Schaus, 1922
- D. conspicualis Lederer, 1863
- D. cristalis Felder
- D. chlorisalis Schaus, 1912
- D. chrysoderas Dyar, 1917
- D. dapha Druce
- D. desideria Schaus, 1925
- D. extensa Walker, 1863
- D. francesca Jones, 1912
- D. fuscifusalis Hampson, 1916
- D. hemizonalis Hampson, 1916
- D. hispida Dognin, 1906
- D. hospitia Schaus, 1925
- D. lactiferalis Hampson, 1916
- D. lutosalis Amsel
- D. majuscula Herrich-Schäffer
- D. malrubia Schaus, 1934
- D. maroa Schaus, 1922
- D. martinia Schaus, 1922
- D. maurontia Schaus, 1925
- D. mava Schaus, 1925
- D. mediosinalis Hampson, 1916
- D. monosemia Zeller, 1881
- D. multicolor Dognin, 1904
- D. nigripuncta Schaus, 1912
- D. oduvalda Schaus, 1925
- D. oediperalis Hampson, 1906
- D. pagiroa Schaus, 1906
- D. prudentia Schaus, 1925
- D. pyropicta Schaus, 1934
- D. ragonoti Möschler, 1890
- D. raymonda Schaus, 1922
- D. rufitinctalis Hampson, 1906
- D. sara Schaus, 1925
- D. sisinnia Schaus, 1925
- D. subcurvalis Schaus, 1912
- D. subfusca Schaus, 1912
- D. suiferens Dyar, 1913
- D. tenebrosa Schaus, 1912
- D. terrenalis Schaus, 1912
- D. thermochroalis Hampson, 1916
- D. translinea Schaus, 1912
- D. umbrosalis Schaus, 1912
- D. yva Schaus, 1925
- D. zetila Druce, 1902